# Pierre Martin (architecte)
Pour les articles homonymes, voir Pierre Martin.
Pierre Martin, né le 2 janvier 1824 à Lyon et mort le 18 janvier 1871 à Lyon, est un architecte français.

## Biographie
Pierre Martin naît en 1824 à Lyon. Il est élève de Louis Dupasquier à l’école la Martinière. Il participe à la restauration de la cathédrale d’Autun et de l’église de Brou. De 1844 à 1846, il est inspecteur des travaux de la cathédrale d'Autun. 
À Lyon, il a fait construire le temple maçonnique de la Candeur et participe avec les architectes Frédéric Giniez, Louis-Étienne Journoud, Jean-Marie-Anselme Lablatinière, aux décors des façades de la rue Impériale de Lyon à partir de 1853. Il fait construire des maisons dans la rue Impériale, de 1855 à 1857 en collaboration avec Poncet.

## Œuvres architecturales
- Autun : restauration de la cathédrale Saint-Lazare d'Autun
- Bourg-en-Bresse : restauration du monastère de Brou
- Blacé Château du Bost en 1864
- Lyon :
  - Temple maçonnique de la Candeur
  - Maisons, rue Impériale.
  - Maison des Trinitaires, rue Tramassac
- Saint-André-en-Vivarais : château de Montivert

## Publications
- (1844) Construction contenant les améliorations des logements destinés aux ouvriers tisseurs.
- (1851-1862) Recherches sur l'architecture, la peinture, la menuiserie et la ferronnerie, dans les maisons du Moyen-Age et de la Renaissance à Lyon. Paris, Victor Didron ;  Lyon,  A. Brun.
- (1855) De l’état actuel des constructions à la Croix-Rousse et des modifications à y apporter. Notice sur la maison construite rue de l’Enfance, 11. Lyon, Nigon, 12 p., 2 pl.
- (1862) Recherches sur l’architecture du Moyen-Âge et de la Renaissance à Lyon et dans les départements limitrophes. Lyon, L. Perrin.